# Frank Dochnal
Frank J. Dochnal (8 de outubro de 1920 – 7 de julho de 2010) foi um automobilista norte-americano que participou do Grande Prêmio do México de 1963 de Fórmula 1.